# Phillipsburg (Ohio)
Pour les articles homonymes, voir Phillipsburg.
Phillipsburg est un village américain situé dans le comté de Montgomery, dans l'Ohio. Selon le recensement de 2010, sa population est de 557 habitants.